# Vlastenec na vsi
Vlastenec na vsi (v německém originále Der Patriot auf dem Lande) je drobná příležitostná opera (singspiel, autorským označením „rodinná scéna se zpěvem a tancem“) o jednom dějství českého skladatele Františka Ondřeje Holého na libreto Karla Emila Schuberta. Její premiéru uvedla 24. ledna 1778 Wäserova divadelní společnost ve Vratislavi.

## Vznik, charakteristika a historie
Skladatel František Ondřej Holý působil na přelomu 60. a 70. let 18. století v Praze jako kapelník u divadelní společnosti Johanna Josepha Bruniana. Roku 1773 odešel do Berlína ke společnosti Gottfrieda Heinricha Kocha (1703–1775) a po jeho smrti působil u Wäserovy společnosti. Johann Christian Wäser (1743–1781) měl od roku 1772 výlučné divadelní privilegium pro slezskou metropoli Vratislav, avšak od roku 1777 s částí společnosti provozoval zájezdy po Slezsku i mimo ně a vedení souboru usídleného ve Vratislavi – u kterého byl zaměstnán i Holý – přenechal své manželce Marii Barbaře Wäserové (1749–1797), která ji vedla i po Wäserově smrti.
Pro všechny tyto společnosti psal Holý hudbu pro divadelní potřeby – především zpěvohry (singspiely), avšak také hudbu k činohrám nebo příležitostným scénám, jakož i úpravy či instrumentaci děl jiných skladatelů. Mezi příležitostné skladby k dynastickým příležitostem, jejichž slova většinou psal vratislavský soudní úředník a příležitostný dramatik Karl (nebo Carl) Emil Schubert (1741–1803), patřila i zpěvohra Vlastenec na vsi (hrála se též pod mírně pozměněným názvem Vlastenci na vsi / Patrioten auf dem Lande). Tu uvedla Wäserova společnost ve Vratislavi poprvé 24. ledna 1778 u příležitosti narozenin krále Fridricha II. – jako úvodní kus k tragédii Giovanna Montaldi Johanna Friedricha Schinka, se dvěma reprízami – a opět o rok později, v podstatném přepracování, rovněž 24., 25. a 26. ledna (text této konečné verze vyšel tiskem). Jedná se o jevištní dílo jen se skromným dějem, v první části v zásadě činoherním, s využitím techniky melodramu; hudba a tanec se více uplatní až v rozsáhlém alegorickém divertissement, které tvoří druhou polovinu díla.
Recenze v berlínském časopise Litteratur- und Theater-Zeitung komentovala: „[Vlastenec na vsi] obdržel dosti velké ovace. Možná by se býval líbil ještě více, kdyby to dobré, co obsahuje, nespočívalo v oněch rysech, které se při sebemenším nedostatku soustředění ze strany herců či obecenstva ztratí. Také nebyl dobře nastudován, dekorace nebyly nic zvláštního a balet nebyl dost krásný. Ale protože v tomto kusu hráli paní [Marie Barbara] Wäserová, pan [Simon] Schmelz, pan Philipp Müller a slečna Röggenová, byl přinejmenším zahrán s citem.“
Když v témže časopise roku 1779 vyšla recenze publikovaného textu této scény, dávala Vlastenci na vsi přednost před ostatními Schubertovými příležitostnými kusy s Holého hudbou (Oběť věrnosti / Das Opfer der Treue a Chrám osudu / Der Tempel des Schicksals): „Vlastenec na vsi se nám ve všech ohledech líbil nejvíce. Skutečné, horoucí vlastenectví, představené přirozeně, vřele a živě, musí zanechat hluboký dojem na každé vlastenecké, poctivé srdce a spolehlivě – je-li to podáno tak, jak učinil pan Schubert – vždy dosáhne více, než když se utečeme k pouhé alegorii.“
Vlastenec na vsi se hrál i na jiných místech – například v Mnichově – není však jasné, zda v témže hudebním zpracování. Holého hudba se nedochovala.

## Postavy

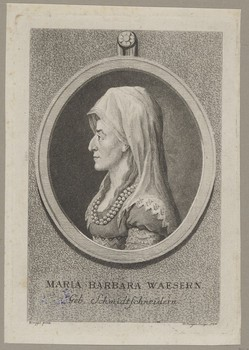
Maria Barbara Wäserová, první představitelka Henrietty ve Vlastenci na vsi, rytina Daniela Bergera z roku 1784

Postavy kusu
- Pan von Biederstädt, plukovník
- Henriette a Julie, jeho dcery
- Pan von Treumund, jeho švagr
- Pan von Hohenfels
- Amtmann

Postavy divertissement
- Génius pruského státu
- Melpomené, Kleió, Erató, múzy
- Tři Grácie
- Válečníci
- Géniové radosti a žertů[6]

## Děj opery

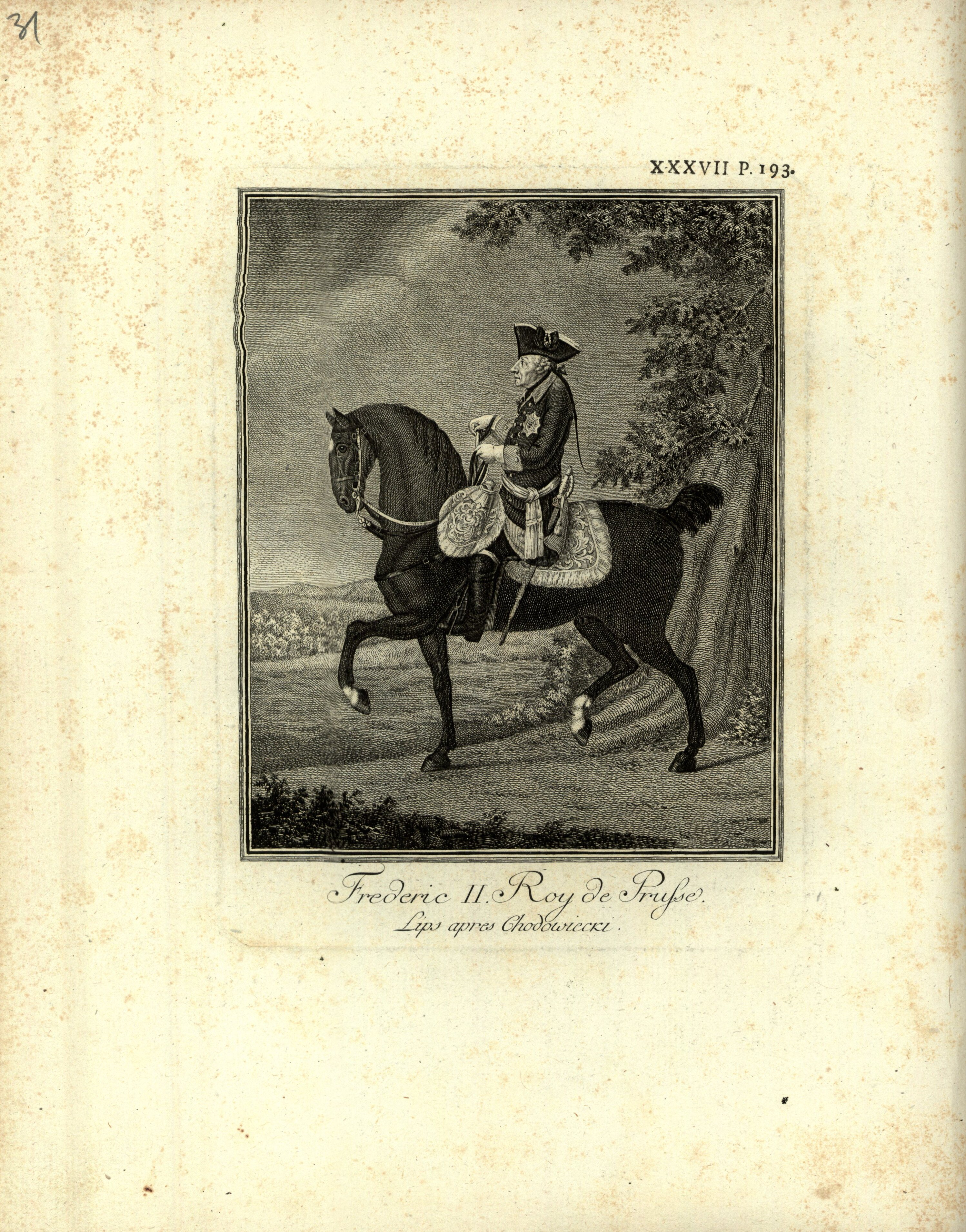
Bedřich Veliký, rytina od Daniela Chodowieckého z knihy Jeana-Gasparda Lavatera Essai sur la physiognomie, zmiňovaná v singspielu Vlastenec na vsi

Henriette a Julie, dcery plukovníka von Biederstädta (Julii ještě nebylo čtrnáct, Henriettě již ano), se připravují na slavnost, kterou jejich otec pořádá k narozeninám krále Bedřicha Velikého. Julie dokončuje svůj dar otci: obraz Bedřicha podle rytiny Daniela Chodowieckého, Henriette se učí oslavnou píseň na téhož panovníka, k níž text napsala sama, melodii však složil mladý pan von Hohenfels. Ten vyniká ve všech směrech – má mimo jiné schopnost komponovat jako Benda – a Henriette je do něj zamilovaná. Avšak její otec ho nenávidí, protože Hohenfelsův zesnulý otec v poslední válce krále zradil a pomáhal nepřátelům. Jeho syn je však vzorným pruským vlastencem, který po smrti otce opustil slibnou kariéru v slezském zemském kolegiu, aby povznesl zděděné panství. Strýc obou děvčat, pan von Treumund, se dovtípil Henriettiny náklonnosti a potají požádal Hohenfelse, aby zorganizoval dnešní divertissement před následným bálem. Přichází Hohenfels a vysvětluje Henriettě, že se o ni bude ucházet, ale pokud ho její otec odmítne, má se s tím smířit, protože o ni víc usilovat nebude. Pak hovoří o úlohách, které mají v divertissement hrát, a Julie za Henriettina melodramatického doprovodu přednáší úryvek z Lavaterových Fyziognomických fragmentů o postavě krále, který ji k obrazu inspiroval.
Přichází plukovník a Henrietta mu hraje slouhou píseň oslavující krále a vlast (Erfülle, Patriotenfreude). Plukovník děkuje a přijímá i Juliin dar, i když jí vytýká, že král na jejím obraze vypadá dobrotivěji než na předloze. Když se začne vyptávat, kdo napsal hudbu k Henriettině písni, dostaví se strýc Treumunda naznačuje plukovníkovi, že skladatel oné ódy by rád měl s Henriettou do roka dítě. Plukovník se dovtípí, kdo to je, a jeho mírný odpor je strýcovými argumenty a Henriettinými zkroušenými pohledy rychle zlomen. Svoluje tedy pod podmínkou, že zásnuby nezastíní pravý účel dnešní slavnosti, totiž oslavu panovníka.
Otevírají se dveře do sálu a začíná divertissement. V čele vojáků, kteří tančí okolo poprsí Bedřicha Velikého na vlasteneckém oltáři, přichází Génius Pruského státu a zpívá o hrdinském králi a jeho pošetilém nepříteli, kterého Bedřich vždy znovu porazil (tj. Habsburkům) (árie se sborem Noch geht mein König ohne Rast). Je přiváděna Nesvornost v okovech a bohyně Vítězství věnčí královu bustu bobkovým listem. Nato přicházejí múzy – Kleió s pergamenem a věncem, Erató s lyrou a Melpomené s tragickou larvou – doprovázené bohyněmi skládajícmi panovníkovi hold a zdobícími jeho oltář girlandami. Erató opěvuje vlasteneckou věrnost „nejlepšímu králi“ (árie Heil dem, der seinen König liebt), načež jedna z Grácií prozpěvuje slávu i korunnímu princi Bedřichu Vilémovi. Divertissement končí sborem a charakteristickým tancem všech postav.